# Futurepop
El futurepop es un género de música electrónica que emergió a principios del siglo XXI, como un derivado del EBM que incorpora influencias del synth pop (como la estructura de las canciones y el estilo vocal) y del uplifting trance/progressive trance (recargadas y arpegiadas melodías de sintetizador), que oscila entre los 125 y 135 bpm (beats por minuto). El término fue acuñado por Ronan Harris (de VNV Nation) y Stephan Groth (de Apoptygma Berzerk) mientras intentaban describir el estilo de música que sus bandas producían.
En años posteriores el concepto básico de futurepop se fue expandiendo de varias maneras, con bandas como XP8, Covenant y Rotersand impulsando el aspecto progressive trance del género, mientras otras como XPQ-21 incorporaron influencias de la música industrial y el synth pop. Además, bandas que tradicionalmente interpretaban aggrotech utilizaron melodías similares a las del futurepop en sus canciones, como Suicide Commando y :SITD:. Este tipo de música produce frecuentemente éxitos que se sitúan en numerosas listas nacionales de música alternativa.
El futurepop es popular en las escenas Gótica y electrónica alternativa en general. Entre los festivales donde se presentan bandas que interpretan futurepop se encuentran:
- Infest Festival.
- M'era Luna Festival.
- Arvika Festival.
- Wave-Gotik-Treffen.

## España
Algunos grupos de esta tendencia musical aún activos son, por ejemplo, los malagueños Culture Kultür.
Otra banda es Re/Move, proyecto musical de las Islas Canarias orientado a la música de directo, que combina influencias de futurepop con el rock electrónico y que en octubre de 2006 editó su primer larga duración, denominado Uppercut, de la mano del sello Italiano Decadance Records.
A principios de 2008 Re/Move hicieron pública su separación, surgiendo de la escisión dos nuevos proyectos musicales. Por un lado emergió And Finally, banda creada por el letrista y frontman de Re/Move, Jesús Álvarez, que editó su primer trabajo llamado Heartbreak Empire a finales de noviembre de 2013. Otro grupo fue Line, proyecto de Manuel Pérez, exguitarrista de Re/Move, y en el que también colaboró activamente, como bajista, Manuel Martínez (exbatería de Re/Move), formación que dejó de existir en 2011, sin que llegaran a publicar su álbum de debut.

## Artistas representativos
| - Angels & Agony - Apoptygma Berzerk - Assemblage 23 - Reaktor 51 - Ayria - Blume - Colony 5 - Covenant | - Culture Kultür - Furthermost - Icon of Coil - Lights of Euphoria - Lost Signal - Massiv in Mensch - Mind.in.a.box | - Monofader - NamNamBulu - Neuroticfish - Pandique - Pride and Fall - Purity Ring - Re/Move - Rotersand | - S.P.O.C.K - Seabound - Season 3 - Sero.Overdose - T.O.Y. - VNV Nation - Frozen Plasma |